# Паруса моего детства
«Паруса моего детства» — советский фильм 1981 года режиссёра Леонида Мартынюка.

## Сюжет
1918 год. Небольшой городок на Могилевщине охвачен революционными событиями. Беспризорник Степка Царев, смекалистый, задиристый, наблюдая за происходящим в городке, волчонком посматривает на всех, не доверяет никому, запутавшись в происходящем. Стёпка — сирота, одержимый мечтой стать капитаном, легко ранимый, а потому ершистый и колючий в отношениях с окружающими. Но в его жизни возникает направленный в город председателем ревкома моряк-балтиец Лозовик, который становится мальчишке настоящим другом, а Стёпка становится настоящим помощником ревкомовцев.

## В ролях
- Дима Прокопчук — Степка Царев
- Денис Германов — Тимошка
- Станислав Гнездилов — Шупик
- Виктор Тарасов — Василий Макарович Лозовик
- Эдуард Марцевич — Зарецкий
- Иван Мацкевич — Мурашка
- Андрей Душечкин — Заяц
- Нина Пискарёва — Зоя Васильевна
- Людмила Мацкевич — Анна Павловна
- Елена Мацкевич — Леночка
- Анатолий Гурьев — Аникейчик
- Юрий Баталов — Степанов
- Владимир Сичкарь — Кравченко
- Анатолий Чарноцкий — Свидерский
- Нина Розанцева — торговка
- Александр Беспалый — бандит
- Пётр Юрченков — бандит
- Ростислав Шмырёв — мельник
- Тамара Муженко — член ревкома
- Александра Зимина — бабка с петухом

## Критика
Приятным было знакомство с героями историко-революционной киноповести режиссера Л. Мартынюка «Паруса моего детства». Романтика приключений, смелые поступки героев всегда привлекают. Но ленте недостает новизны драматургических коллизий, неиспользованных ранее резервов жанра приключенческого фильма.— кинокритик Е. Л. Бондарева

Многоэпизодность, фрагментарность композиции лишили фильм стройности и целостности. Большинство персонажей не успевают обозначиться на экране хотя бы одной психологической гранью. Наиболее полно по сравнению с другими персонажами углубился во внутренний мир своего героя исполнитель главной роли Дима Прокопчук.— Современное белорусское кино, 1985

## Фестивали и награды
- 1982 — XV Всесоюзный кинофестиваль:
  - Специальный приз ЦК ВЛКСМ - режиссёру фильма Леониду Мартынюку;
  - Приз детского жюри — юному исполнителю главной роли Диме Прокопчуку.
- 1981 — XXIII Международный кинофестиваль в Готвальдов (Чехословакия) — диплом жюри.